# لوئیس فرستون
لوئیس فرستون (انگلیسی: Lewis Freestone؛ زادهٔ ۲۶ اکتبر ۱۹۹۹) بازیکن فوتبال اهل بریتانیا است.
از باشگاه‌هایی که در آن بازی کرده‌است می‌توان به باشگاه فوتبال پیتربورو یونایتد اشاره کرد.